# Особняк Трепова
Особняк Трепова (Бродских) — памятник архитектуры местного значения в Печерском районе города Киева. Охранный номер 338. Особняк расположен по улице Институтской. Один из старейший особняков на Липках.

## Общее описание
Особняк был построен в 1871 году по проекту архитектора Михаила Самонова. Здание одноэтажное, деревянное, фасад имеет девять окон. Планировка имеет форму буквы Г, в левом крыле находятся парадные помещения, в правом - жилые. Парадный вход имеет деревянный тамбур, рядом - въездные ворота. Есть подвал. Декорирован дом в стилистике неоренессанса.
В 1879 году здание получило каменную пристройку и немного измененный фасад. Этот проект воплотил архитектор Виктор Сычугов. С тех пор в здании стало 14 комнат, заново был отделан интерьер, добавлен балкон в сад. План здания стал Т-образным.

## История
Особняк был построен по заказу Фёдора Фёдоровича Трепова (старшего), через два года после окончания строительства назначенного Санкт-Петербургским градоначальником. Через территорию его усадьбы была проложена улица, которая сначала называлась «Царедарською» или «Треповской», а затем стала Банковой (Банковской).
В 1876 году владелицей усадьбы стала Сара Семеновна Бродская, жена Лазаря Бродского, сахаропромышленника и мецената. Дом принадлежал Бродским до 1918 года. Сохранились документы, что в марте 1918 года все 14 комнат снимала княгиня Дарья Михайловна Горчакова.
После национализации здесь были различные государственные учреждения - Управление Запасных войск округа (1921 год), Главная инспекция военных учебных заведений (1922-1923 годы), Райкомы компартии и комсомола и т.д., офисы Национального банка Украины.

## Галерея

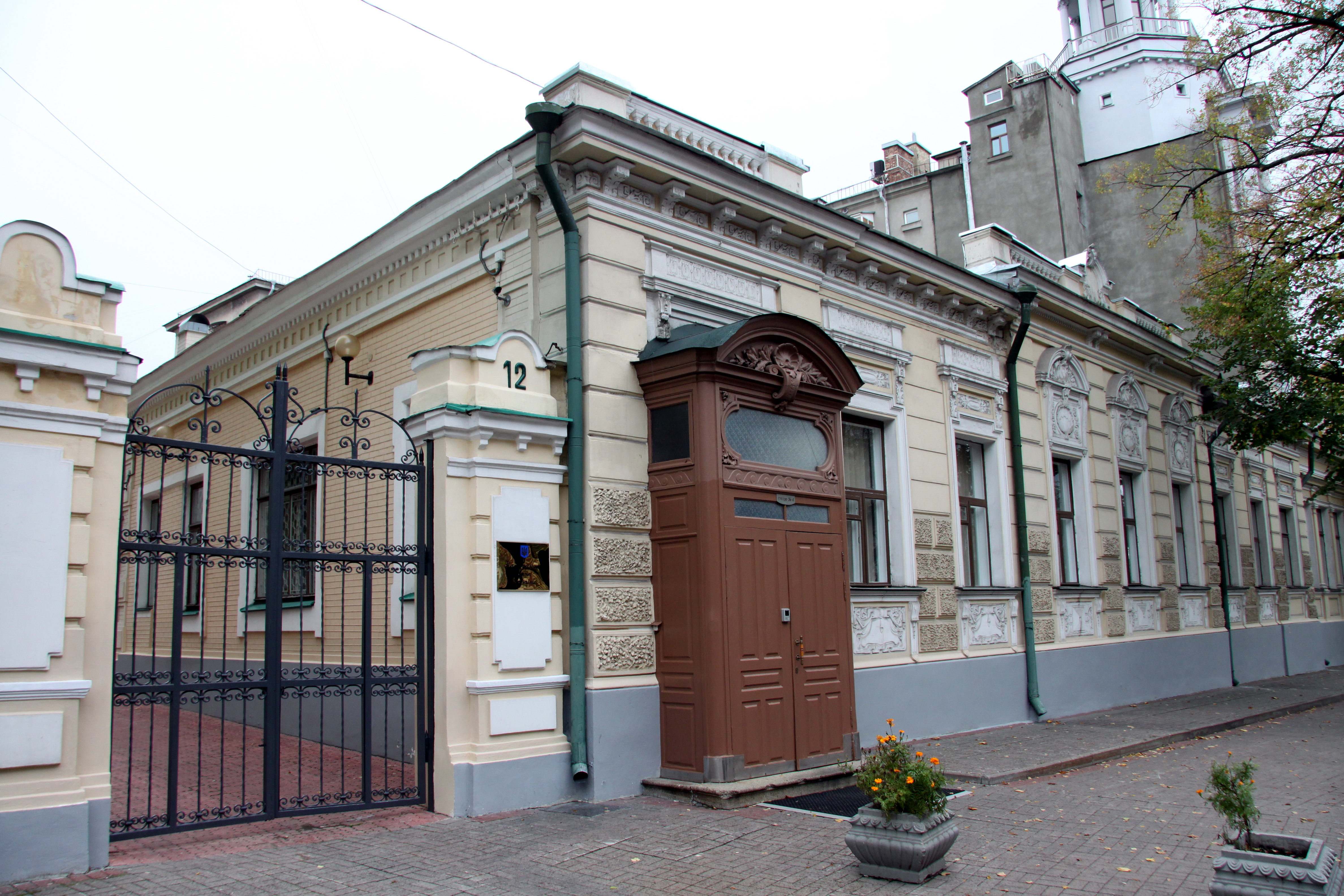
Ворота у парадного входа
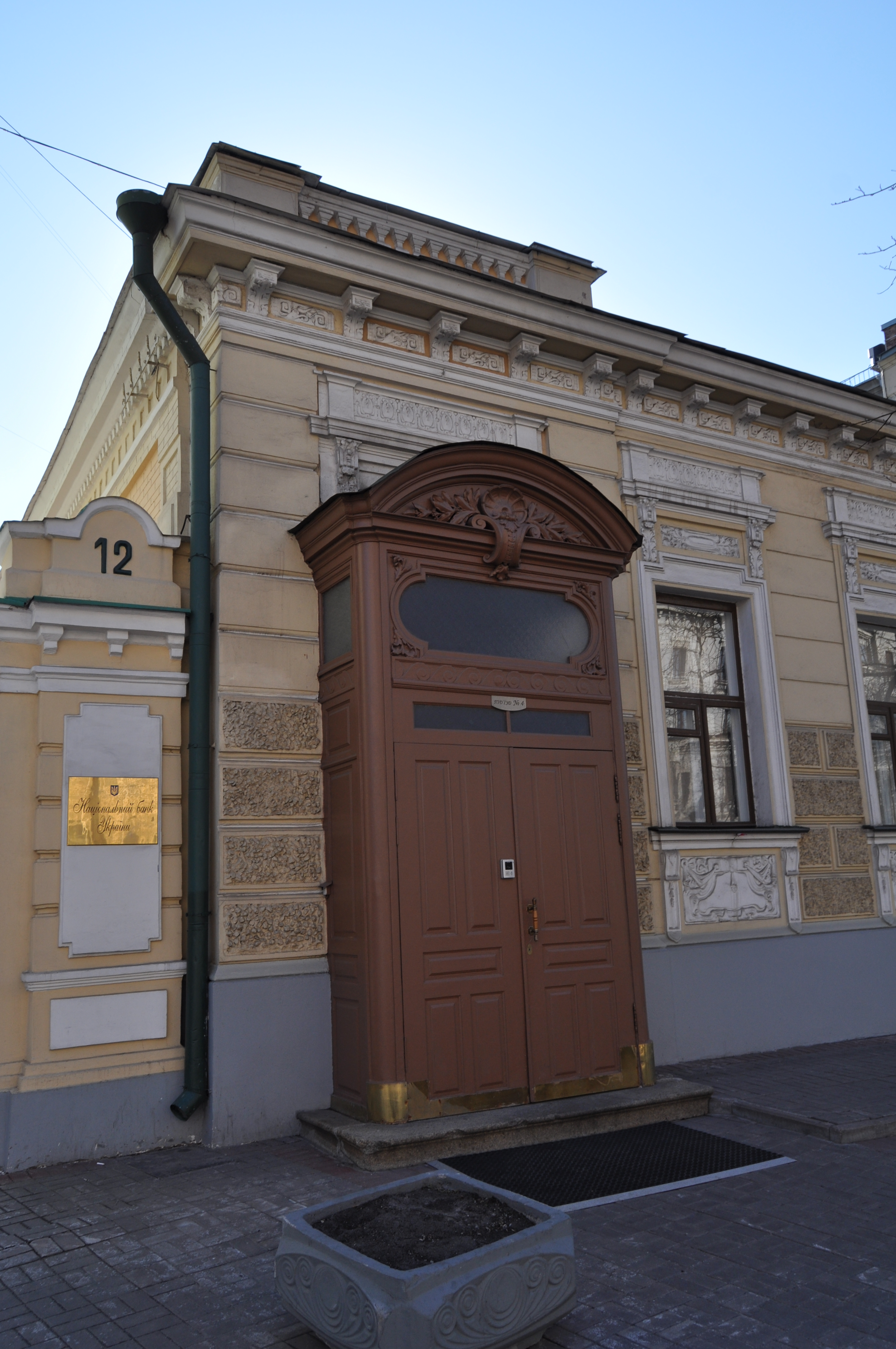
Парадный вход
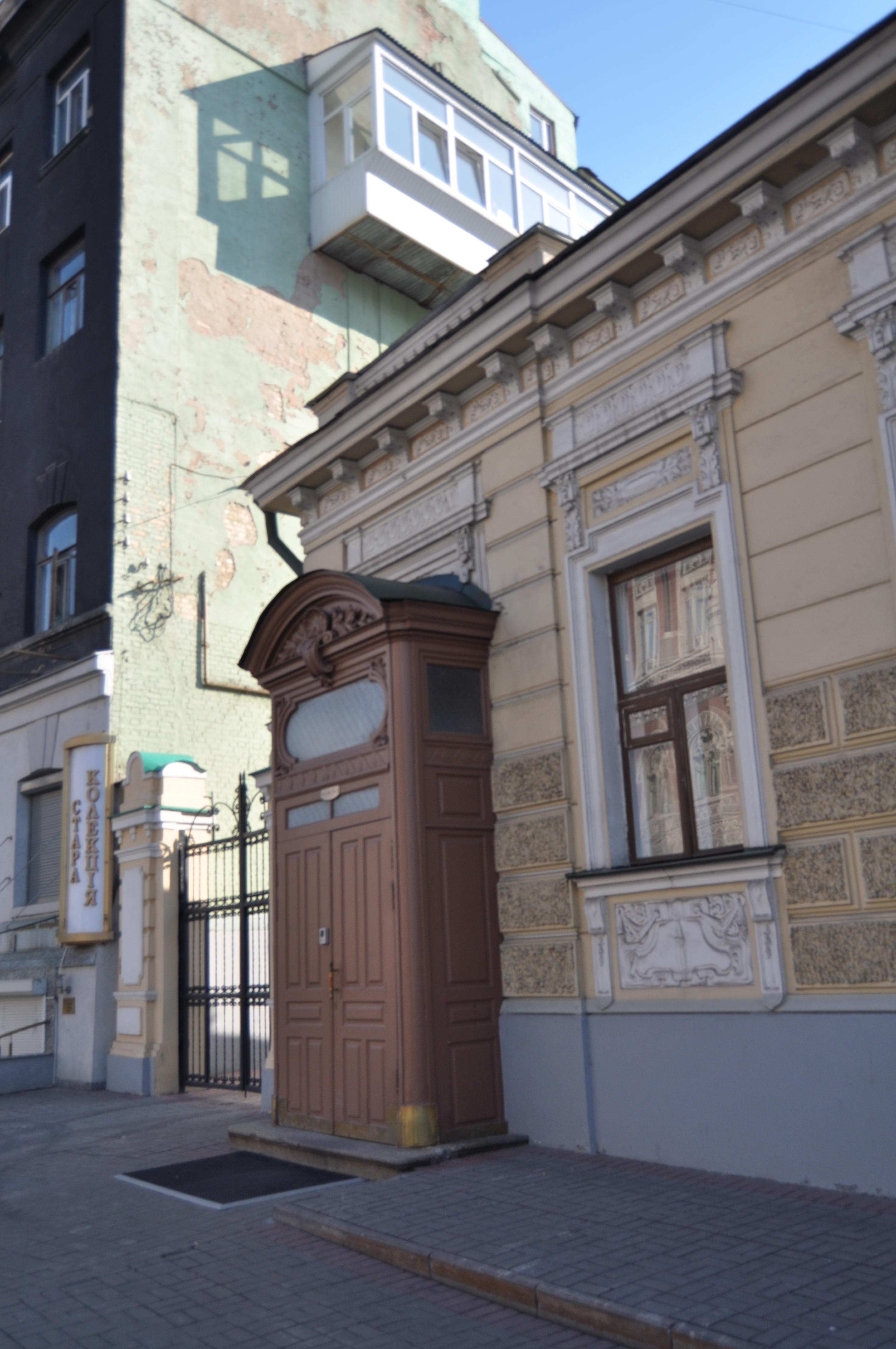
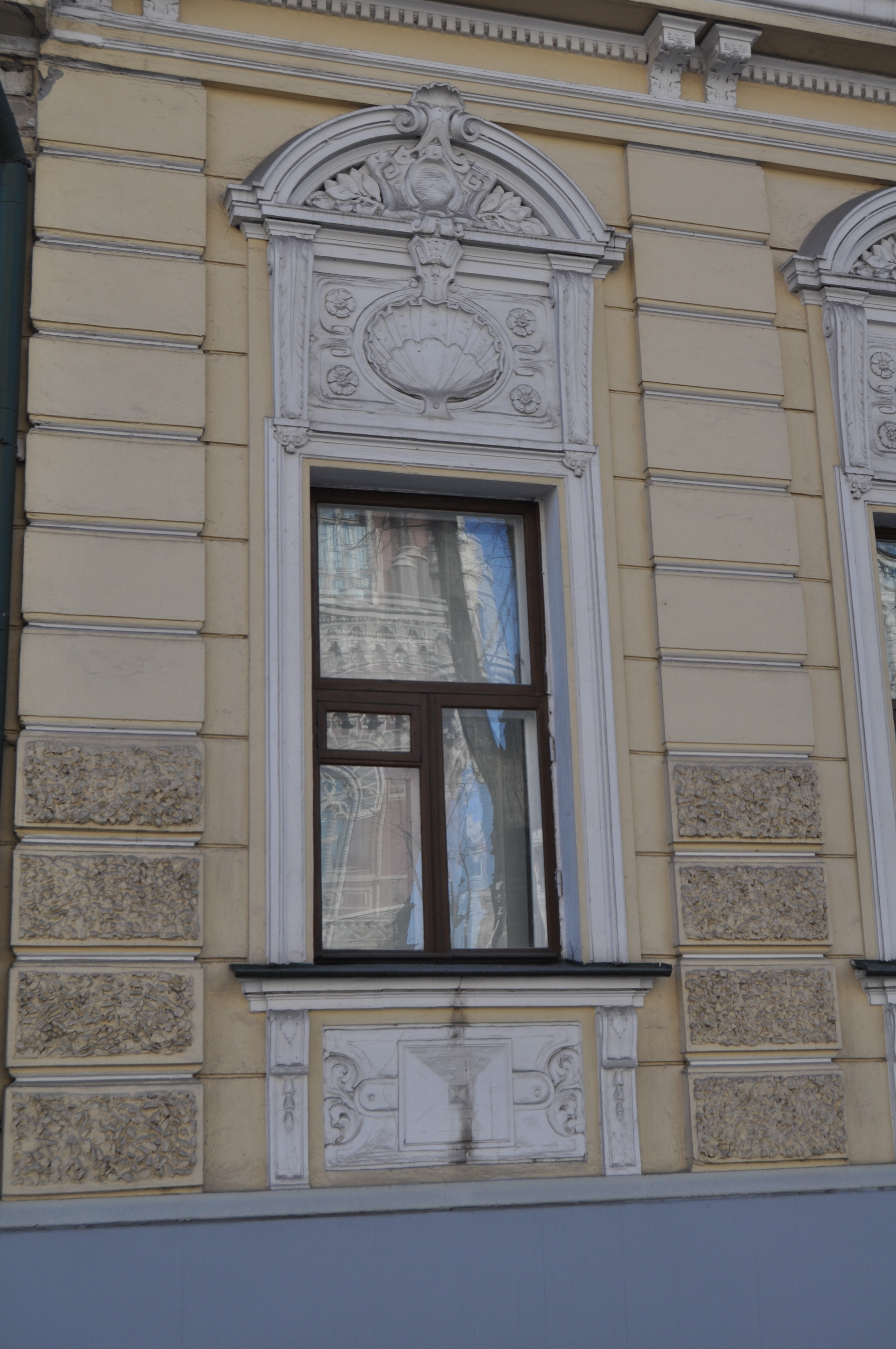
Окна
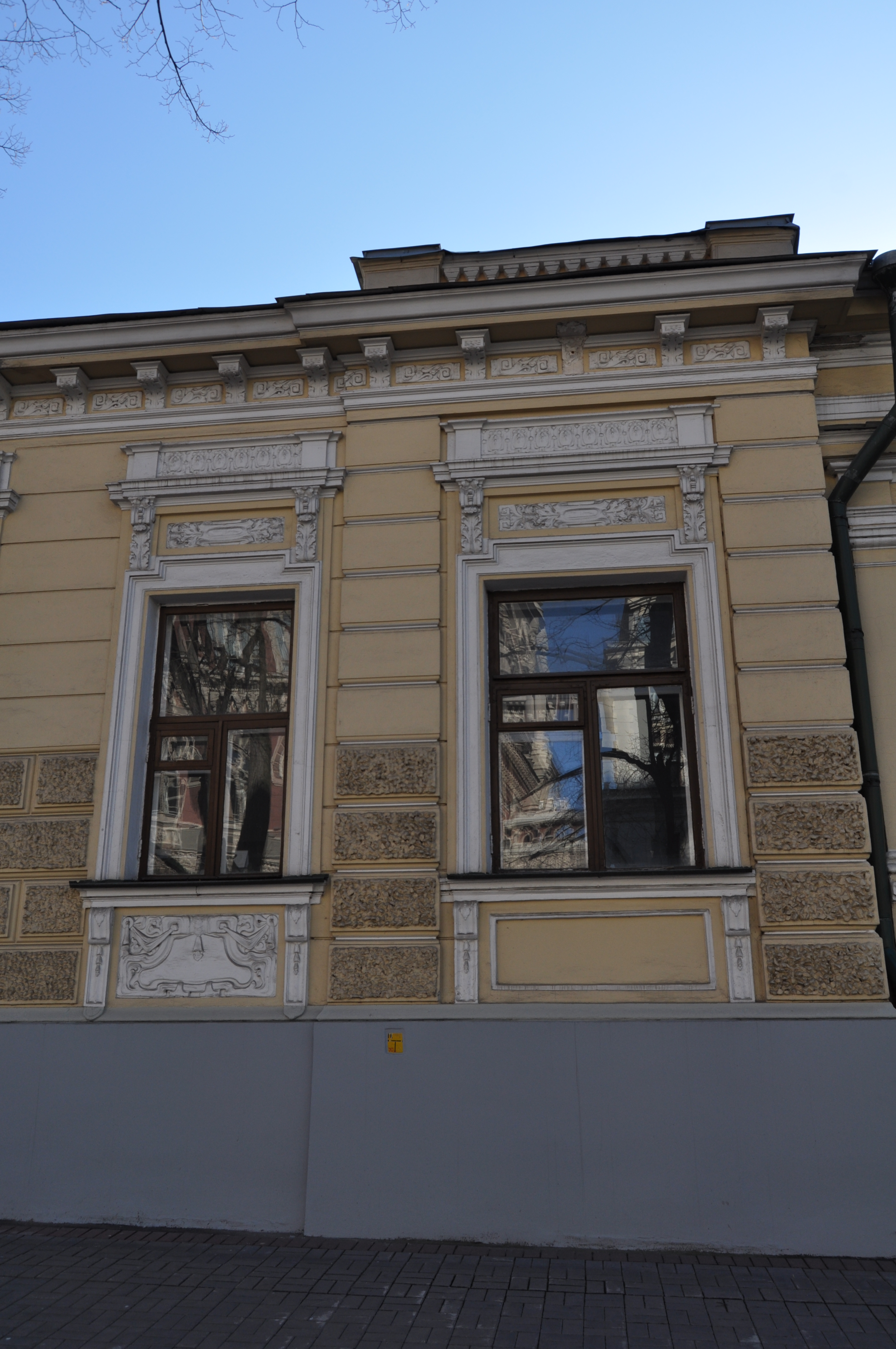
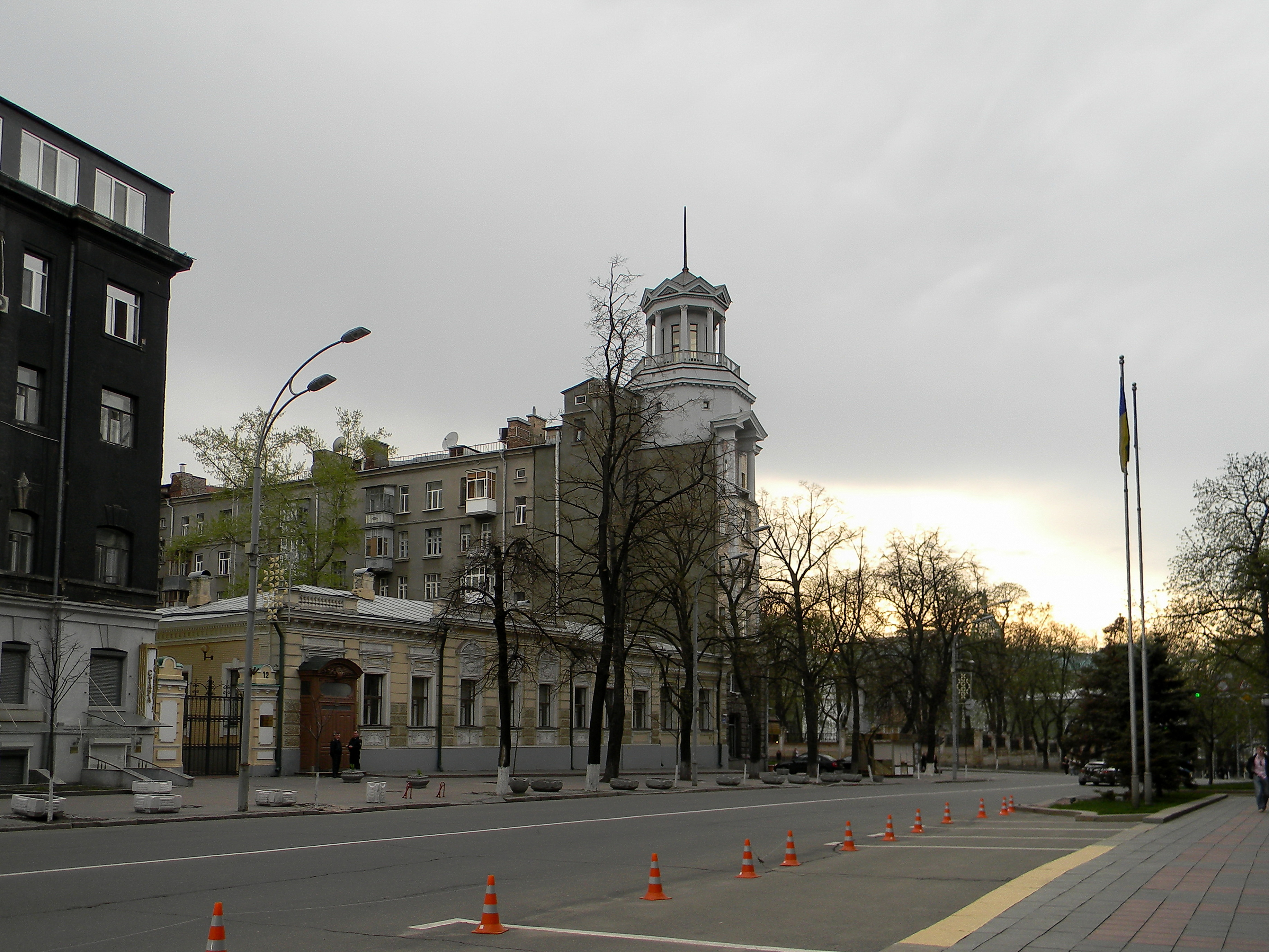
Общий вид
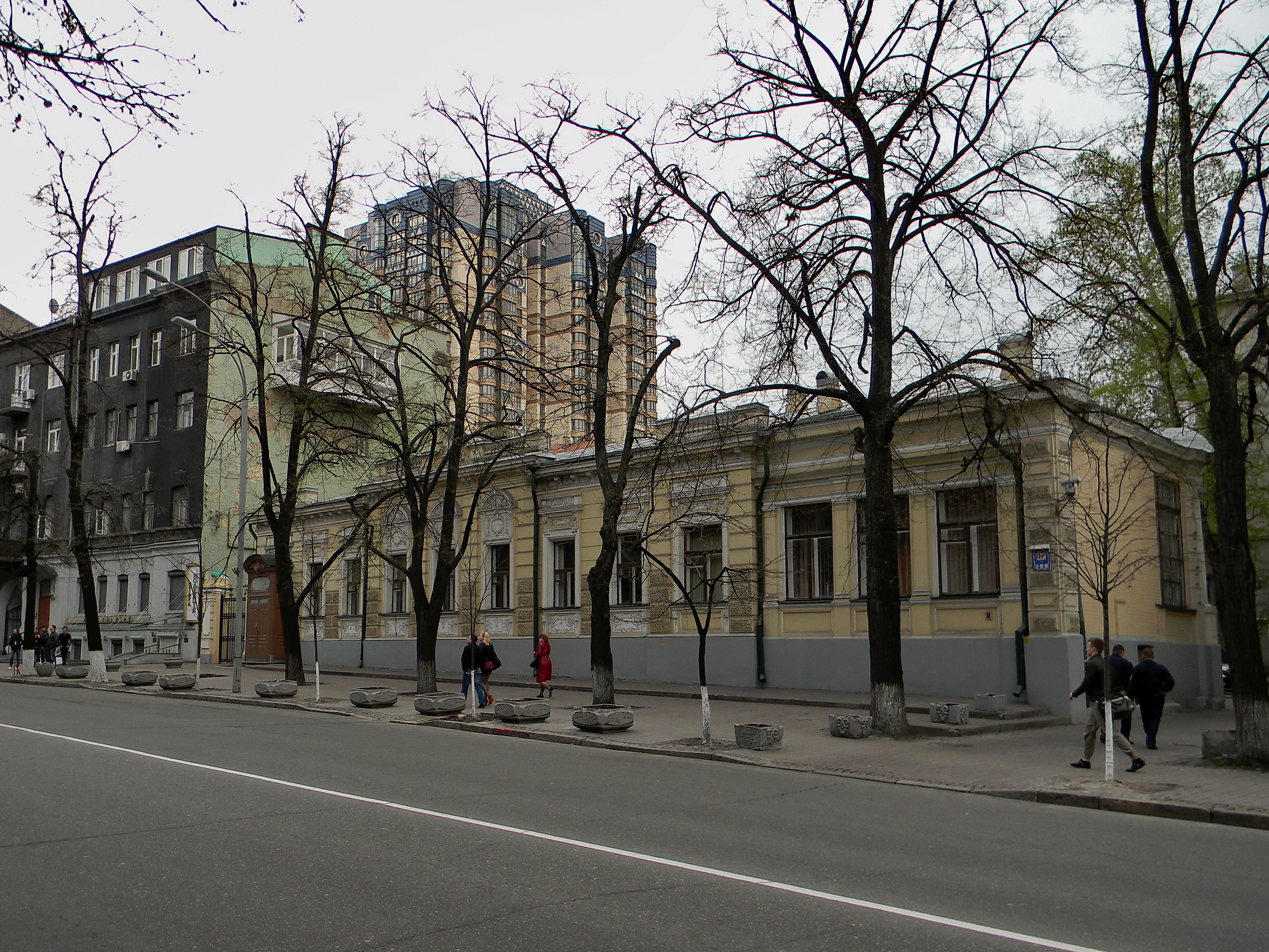